# 一直孫氏
一直孫氏（イルジクソンし、いっちょくそんし、朝鮮語: 일직손씨）または安東孫氏（アンドンソンし、あんどうそんし、朝鮮語: 안동손씨）は、朝鮮の氏族の一つ。本貫は慶尚北道安東市である。2015年の調査では一直孫氏は10,210人、安東孫氏は16,922人である。始祖は、中国宋朝から帰化した孫凝である。なお、一族の本来の姓は荀氏であるが、高麗の顕宗の諱、詢と同音避諱のため、「孫」姓を下賜されたと書いた文献がある。
高麗時代の将軍である孫幹や孫元裕を輩出し、後裔の孫処訥は豊臣秀吉の朝鮮出兵時に義兵将となり日本軍との戦いに功があった。また、丁卯胡乱の際に義兵将となって活躍した孫遴や同知中枢府事となった孫必億などのほか、ソフトバンクグループ創業者孫正義とガンホー・オンライン・エンターテイメント創業者孫泰蔵兄弟もいる。

## 集姓村
- 慶尚南道密陽市山外面茶竹里
- 慶尚南道密陽市山内面松栢里
- 慶尚北道義城郡春山面新興洞
- 慶尚北道清道郡清道邑元井洞
- 大邱広域市東区道洞[3]

## 参考
- “손씨(孫氏) 본관(本貫) 일직(一直)입니다.”. 한국족보출판사.  オリジナルの2022年9月17日時点におけるアーカイブ。
- 金光林 (2014年). “A Comparison of the Korean and Japanese Approaches to Foreign Family Names” (英語) (PDF). Journal of cultural interaction in East Asia (東アジア文化交渉学会):  p. 18.  オリジナルの2016年3月27日時点におけるアーカイブ。